# Båstad Tennis Stadium
O Båstad Tennis Stadium (sueco: Båstads Tennisstadion) é um complexo de tênis em Båstad, Suécia. Desde a sua inauguração, o local tem sido sede do torneio anual masculino da série ATP 250, o Aberto da Suécia. Desde 2009, o local sedia o torneio feminino da série WTA 125. O Båstad Tennis Stadium tem capacidade para 5.000 pessoas.

## Histórico
A história do Båstad Tennis Stadium remonta a 1907, quando foram construídas as primeiras quadras de tênis no local que é conhecido como Båstad Tennis Stadium. Entre 2001 e 2007, o Båstad Tennis Stadium juntamente com o Hotel Skansen, a ele associado, foram reformados.

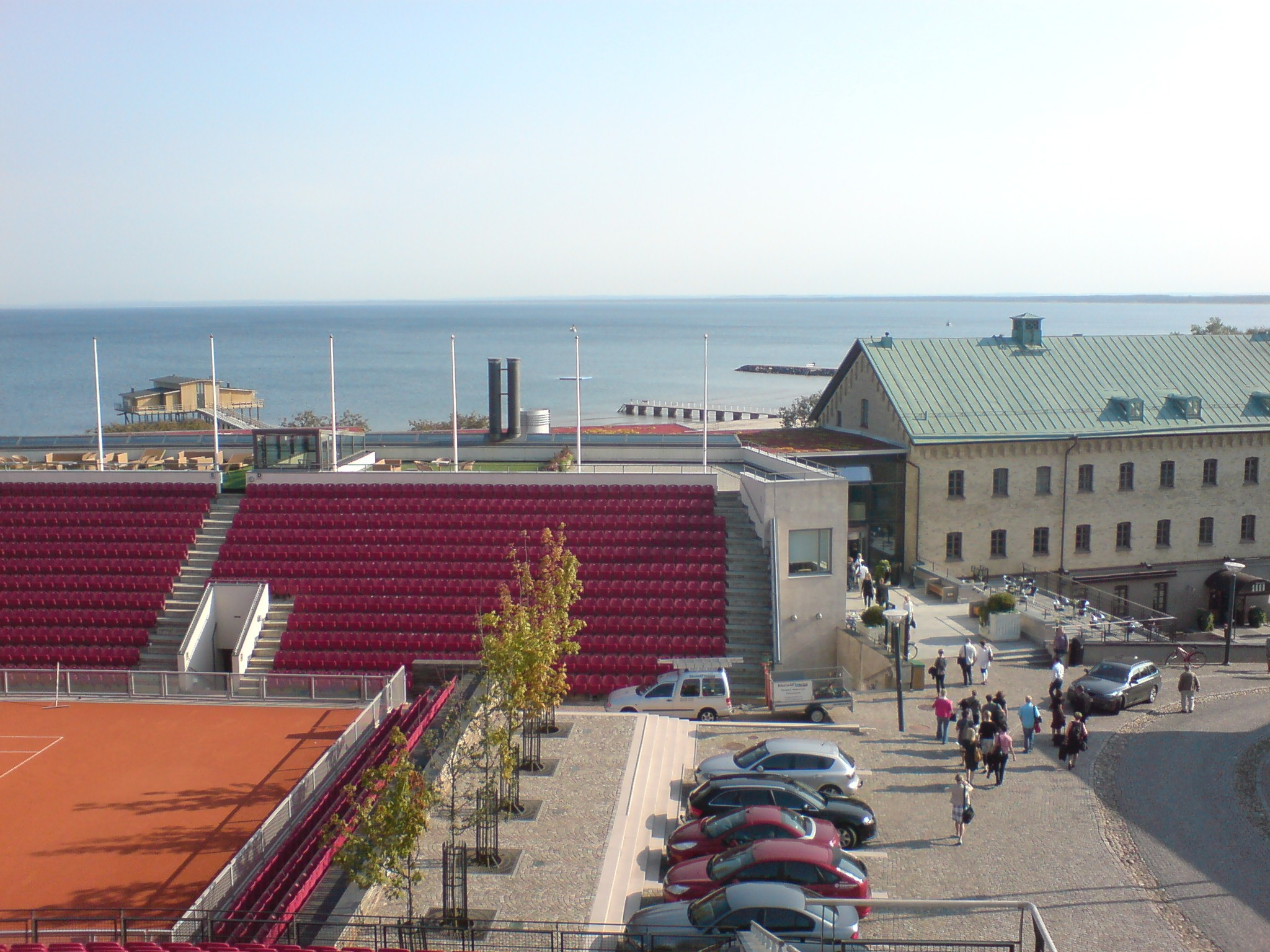
Vista parcial do estádio e do hotel associado em 2009.